# Bellinghover Meer
Das Bellinghover Meer ist seit dem Jahr 2010 ein Naturschutzgebiet auf dem Gebiet der Stadt Hamminkeln im Ortsteil Mehrhoog bzw. der Stadt Rees im Ortsteil Mehr. Der Altrheinarm bildet die Grenze zwischen den Kreisen Wesel und Kleve.

## Geographie
Das Bellinghover Meer liegt am rechten unteren Niederrhein an der Rheinniederterrassenkante. Es wird von der Langen Renne gespeist und mündet in das Hagener Meer, das über die Haffensche Landwehr in den Rhein fließt.

## Geschichte
Das Bellinghover Meer und das Haagener Meer sind Überreste der Sonsfelder Schlinge, eines Mäanders des Rheins. Sie entstand im späten Mesolithikum oder frühen Neolithikum. Vom 10. bis 13. Jahrhundert verließ der Rhein sein altes Bett und floss über die aus der Bronzezeit stammende Visseler Schlinge und die Lange Renne in das Bellinghover Meer. Die Entwässerung über die Haffensche Landwehr ist durch eine Urkunde der Deichschau Rees seit 1580 nachgewiesen.

## Naturschutzgebiet Bellinghover Meer
Das Bellinghover Meer ist ein gesetzlich geschütztes Biotop und steht unter Naturschutz. Es gehört zum Internationalen Feuchtgebiet Unterer Niederrhein gemäß Ramsar-Konvention und ist als FFH-Gebiet gemeldet.

### Fauna
Neben Karpfen, Schleie, Hecht und Flussbarsch leben im Bellinghover Meer vor allem zahlreiche Weißfisch-Arten. Sie bilden die Nahrungsgrundlage für Haubentaucher, Komorane, Graureiher und Eisvogel. Flusskrebse und viele verschiedene Arten von Flussmuscheln zeugen von einer hohen Wasserqualität.

### Flora
Das Bellinghover Meer hat einen schmalen Röhrichtsaum. Im Nördlichen Bereich sowie im südlichen Flachwasserbereich befinden sich Schwimmblattzonen.

## Sehenswürdigkeiten und Bauwerke
Das Bellingover Meer führt am namensgebenden Baudenkmal Schloss Bellinghoven aus dem 14. Jahrhundert vorbei.